# احسان سهیلی مقدم
سید احسان سهیلی مقدم (متولد ۲۹ اوت ۱۹۹۶) بازیکن فوتسال ایران است.او از ۵ سالگی به همراه برادر وارد باشگاه پیشگامان مشهد شد. وی هم‌اکنون در  لیگ يك فوتسال ایران عضو باشگاه فوتسال استوناوند گرمسار است.

## افتخارات

### باشگاه
- سوپر لیگ فوتسال ایران
  - قهرمان (۱): ۲۰۱۶–۱۷ (گیتی پاسند)
  - دونده‌ها (۱): ۲۰۱۴–۱۵ (گیتی پاسند)

## روابط خویشاوندی
سید احسان سهیلی مقدم از ۵ سالگی به همراه برادرش سید امیر سهیلی مقدم وارد باشگاه پیشگامان مشهد شد و از سن پایین آموزش فوتبال را به‌طور اصولی در این باشگاه فرا گرفت به طوریکه بعد از گذشت ۵ سال به تیم‌های منتخب استان دعوت می‌شد و همیشه جز نفرات اصلی و تأثیرگذار تیم‌های منتخب بود.

 سید دانیال سهیلی مقدم برادر دیگر او نیز از رزمی کارها است.